# خرچنگ

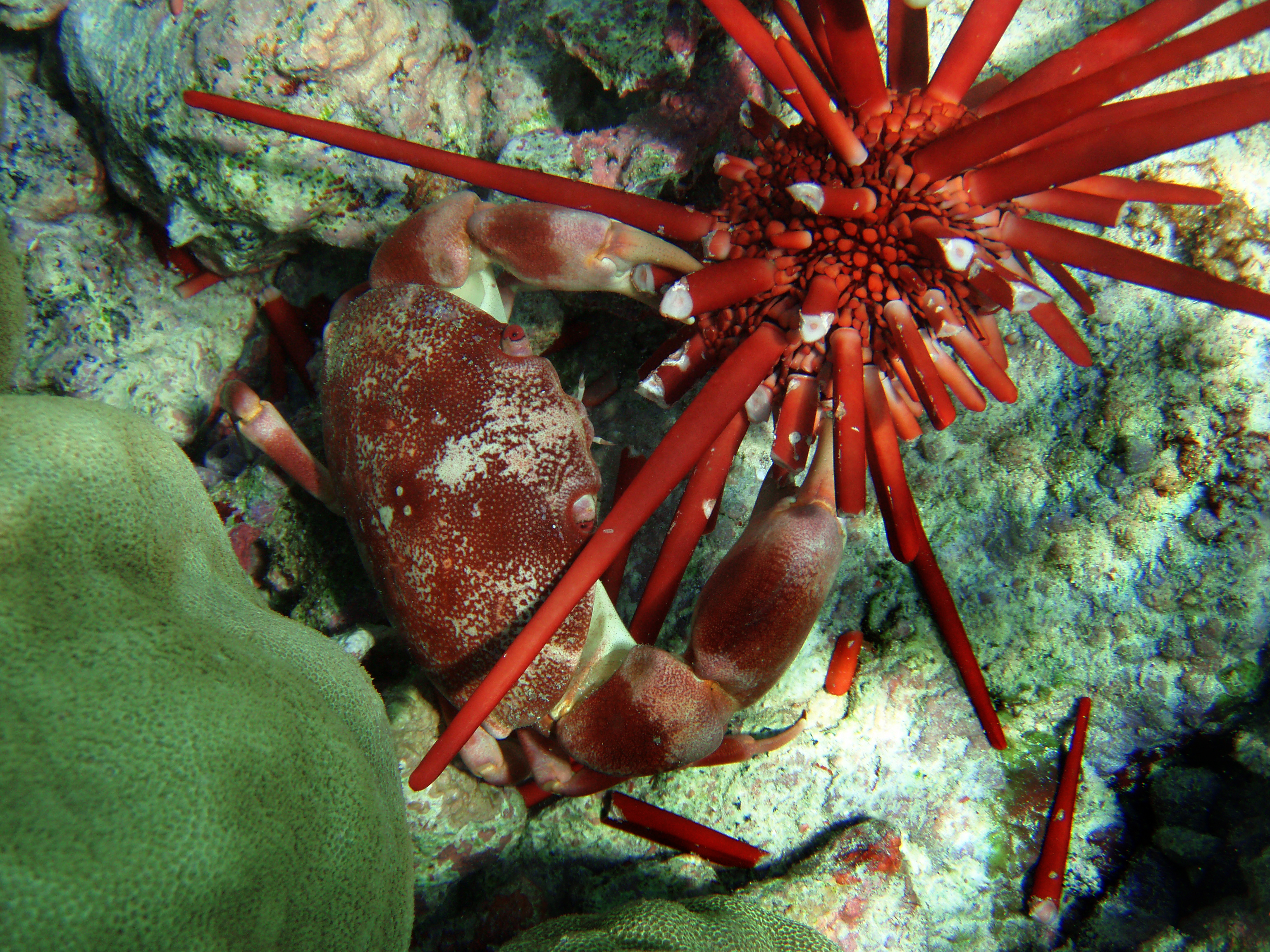
یک نوع خرچنگ سرخ

خَرچَنگ جانوری است از زیرشاخه سخت‌پوستان. خرچنگ‌ها سخت‌پوستان ده‌پایی هستند که معمولاً دُم بسیار کوتاهی دارند که کاملاً در زیر سینه‌شان پنهان است. به این خاطر در دسته‌بندی‌های آرایه‌شناختی، خرچنگ‌ها تشکیل فروراسته‌ای می‌دهند به نام کوتاه‌دُمان (Brachyura). کوتاه‌دمان بزرگ‌ترین و تخصص‌یافته‌ترین فروراسته سخت‌پوستان را تشکیل می‌دهند.
روی بدن خرچنگ‌ها از پوسته‌ای سخت و ضخیم پوشیده شده‌است. آن‌ها همچنین دارای یک جفت چنگال هستند. خرچنگ‌ها در تمام اقیانوس‌های جهان یافت می‌شوند اما برخی نیز در آب‌های شیرین و همچنین درون خشکی به ویژه در مناطق گرمسیری نیز زیست می‌کنند. اندازه خرچنگ‌ها بسیار متنوع است از خرچنگ نخودی که تنها چند میلی‌متر اندازه دارد تا خرچنگ عنکبوتی ژاپنی که طول پاهایش بیشتر از ۴ متر است.
شماری از جانوران هستند که به خاطر ظاهرشان خرچنگ نامیده شده‌اند، ازجمله خرچنگ گوشه‌گیر، خرچنگ نعل‌اسبی و شاه‌خرچنگ اما در اصل خرچنگ واقعی نیستند.

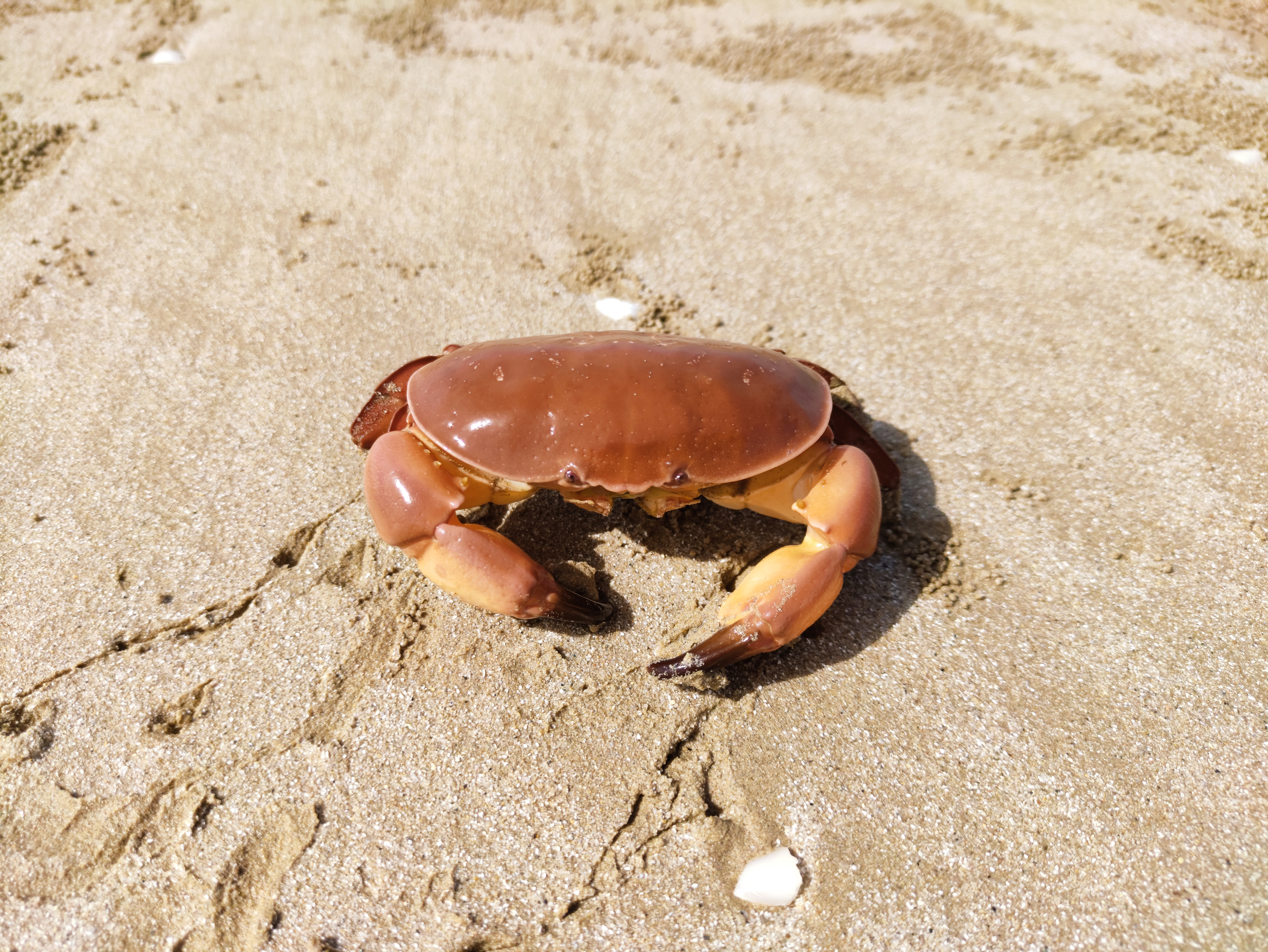
خرچنگ ساحل بوشهر (شهرستان گناوه)(جزیره شمالی و جنوبی)

در مناطق گرمسیری و نیمه‌گرمسیری جهان در حدود ۸۵۰ گونه خرچنگ در آب‌های شیرین، خشکی‌ها و مناطق نیمه‌خشکی زندگی می‌کنند. قدیمی‌ترین سنگواره‌های مطمئن از خرچنگ‌ها از دوران ژوراسیک به‌دست آمده‌است، هرچند از دوره کربنیفر پشت‌لاکی به‌دست آمده مربوط به جانداری به نام خرچنگ ایمو (Imocaris) که ممکن است یک خرچنگ اولیه بوده باشد.

## تغذیه
خرچنگ‌ها همه‌چیزخوار هستند آنها به ویژه از جلبک و سایر غذاها دیگر شامل نرم‌تنان ٬کرم‌ها، سخت‌پوستان دیگر، قارچ‌ها و باکتری‌ها و خرده غذاهایی که در دسترسشان باشد تغذیه می‌کنند. برای بسیاری از خرچنگ‌ها، یک رژیم غذایی حاوی مواد گیاهی و حیوانی، باعث رشد سریع‌تر و بیشتر زنده ماندن آن‌ها می‌شود.
در زبان ژاپنی کانی نامیده می‌شود و یکی از عناصر سوشی است.

## نگارخانه

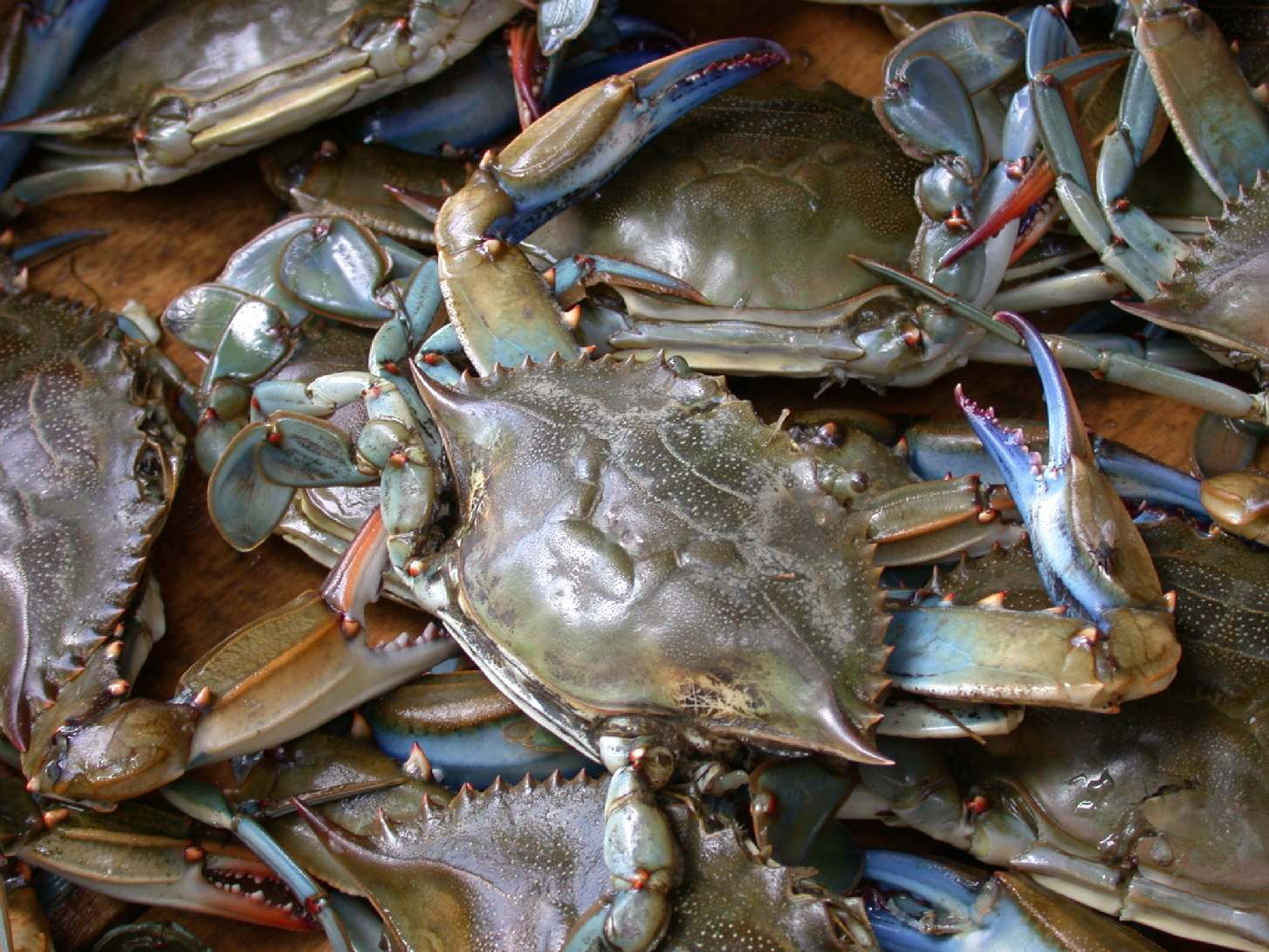
خرچنگ آبی
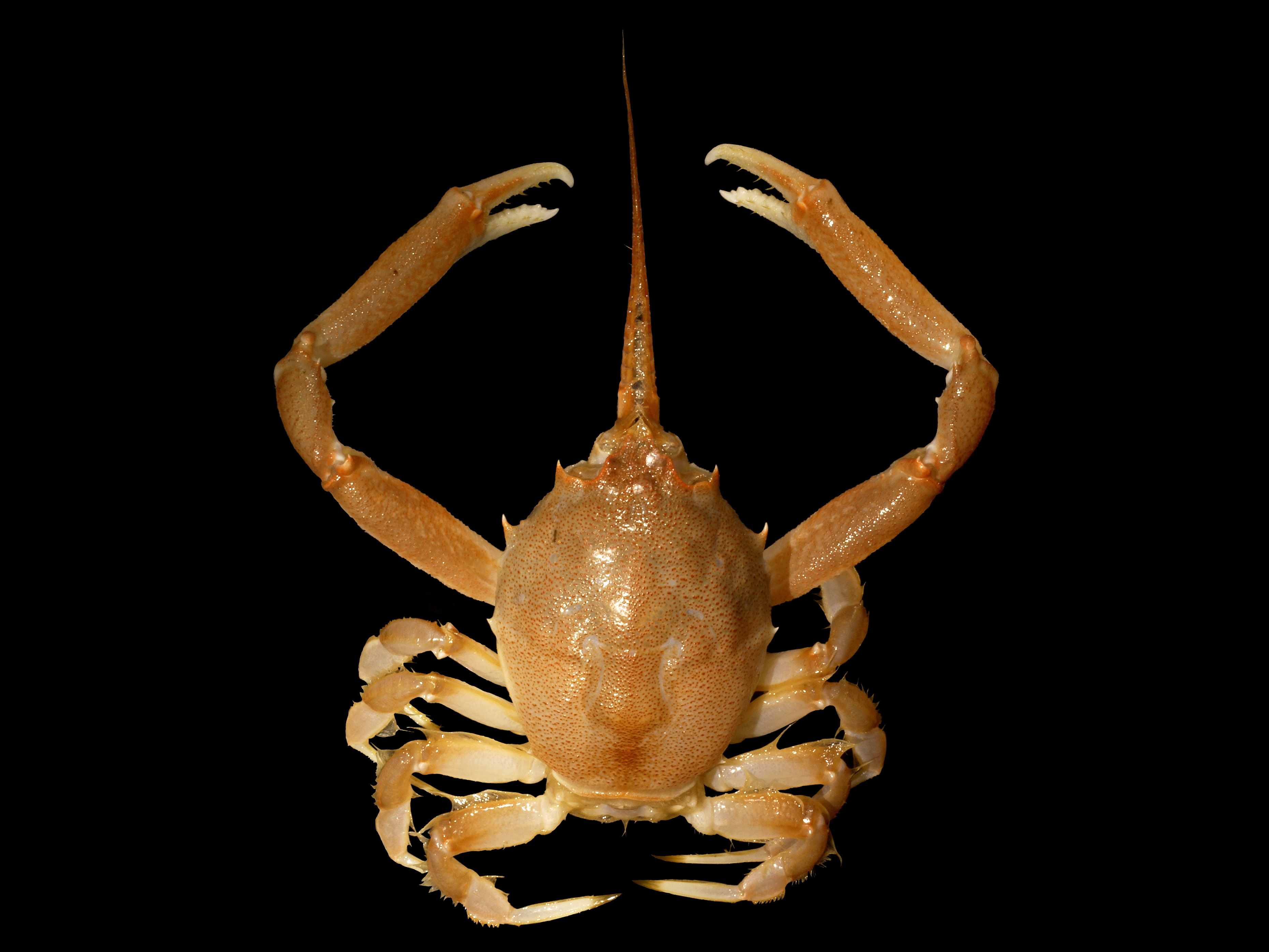
خرچنگ نقاب‌دار
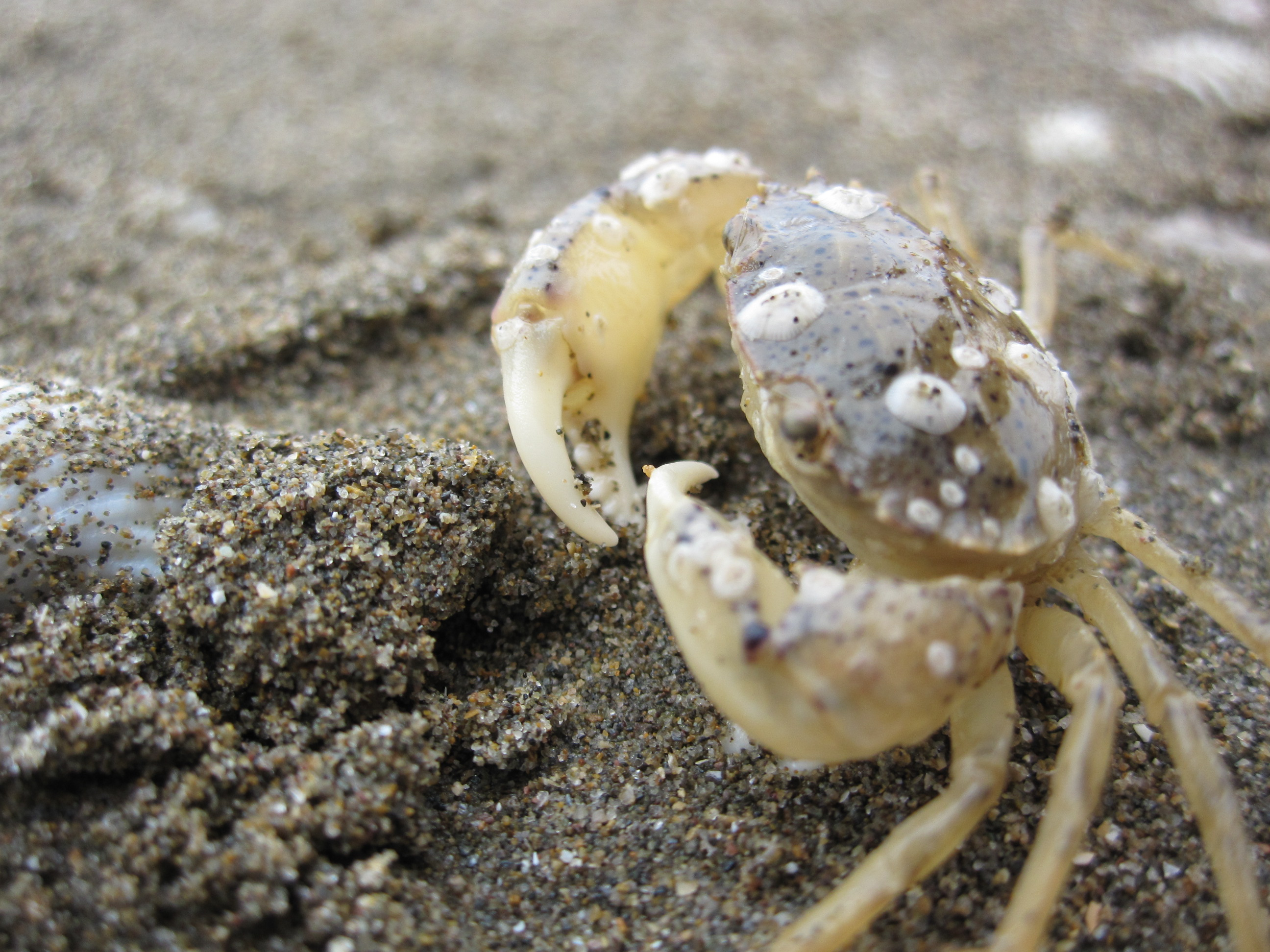
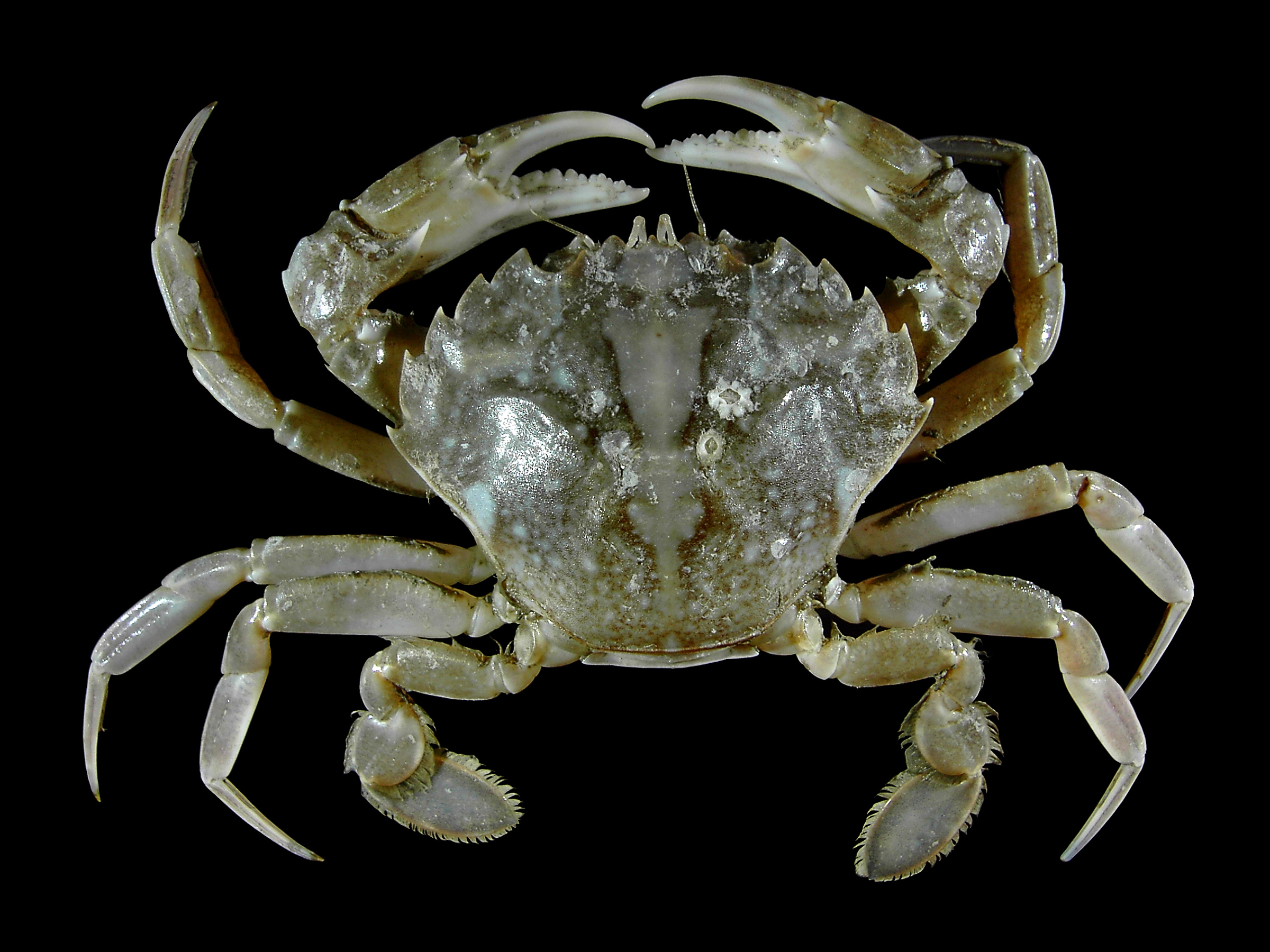
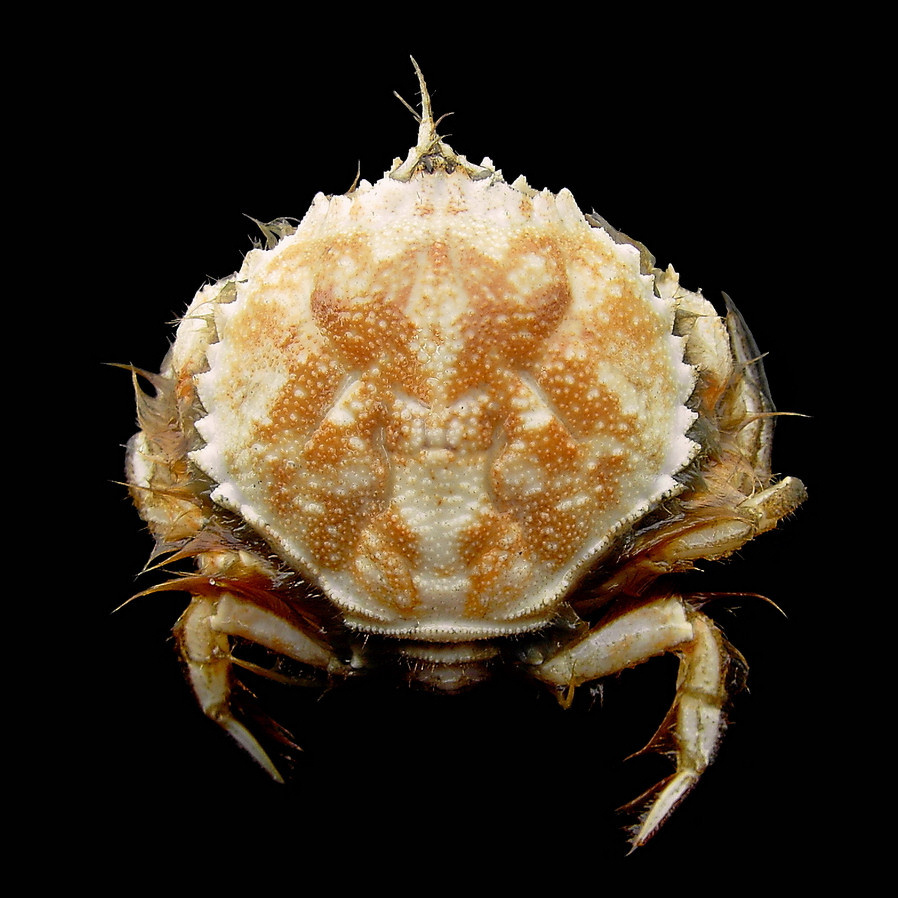
خرچنگ مدور
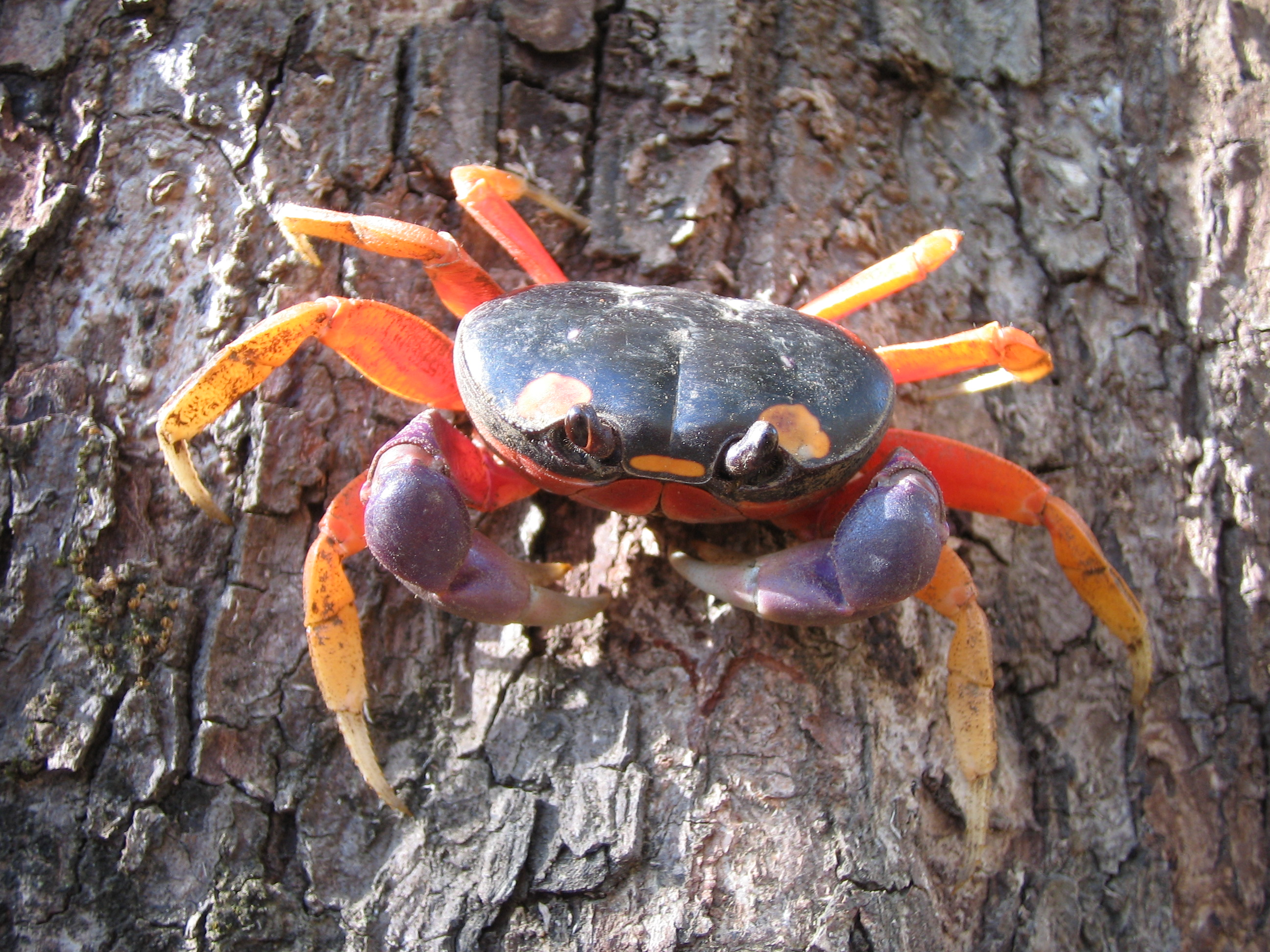
خرچنگ هالووین
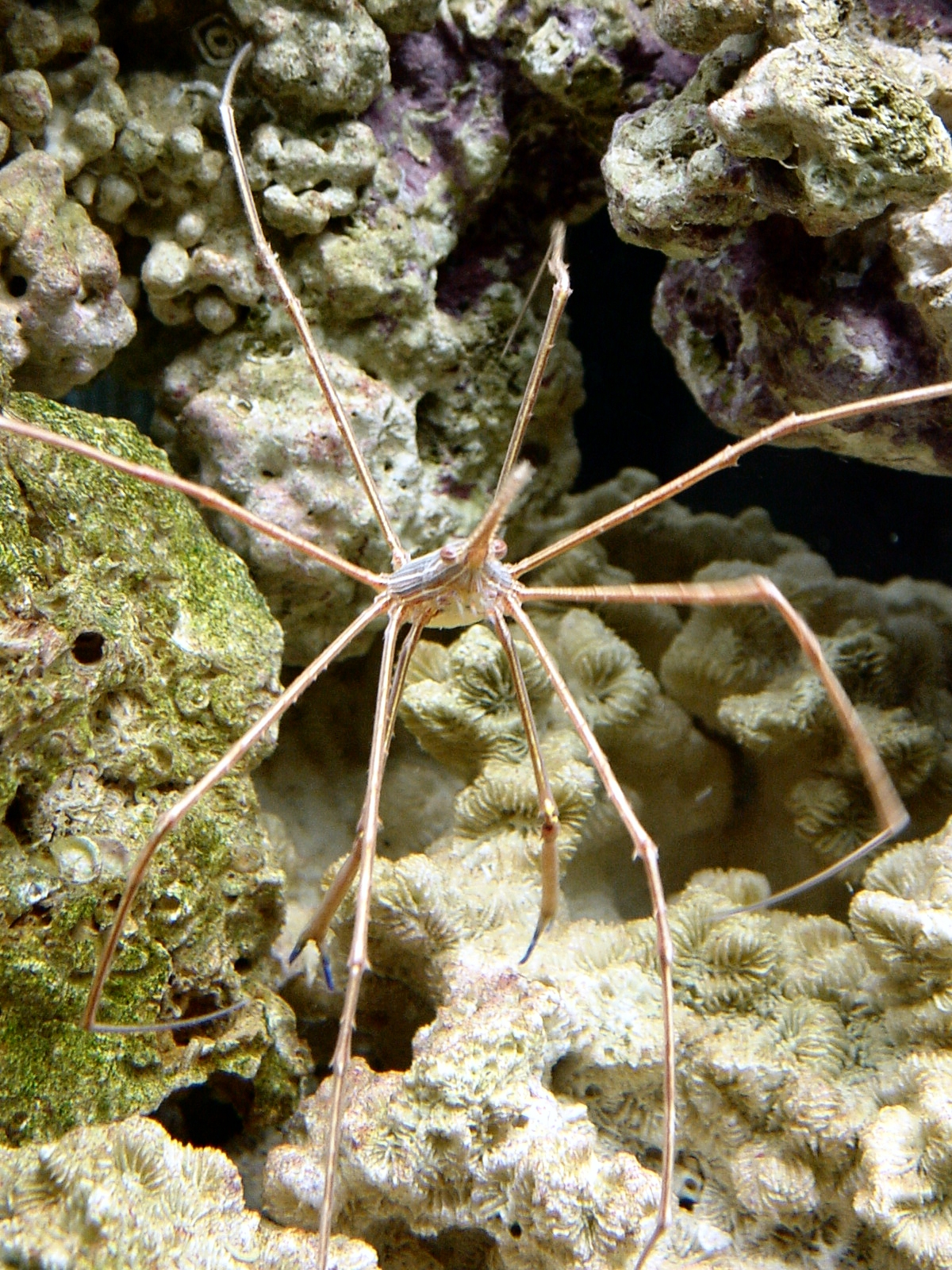
خرچنگ پیکانی
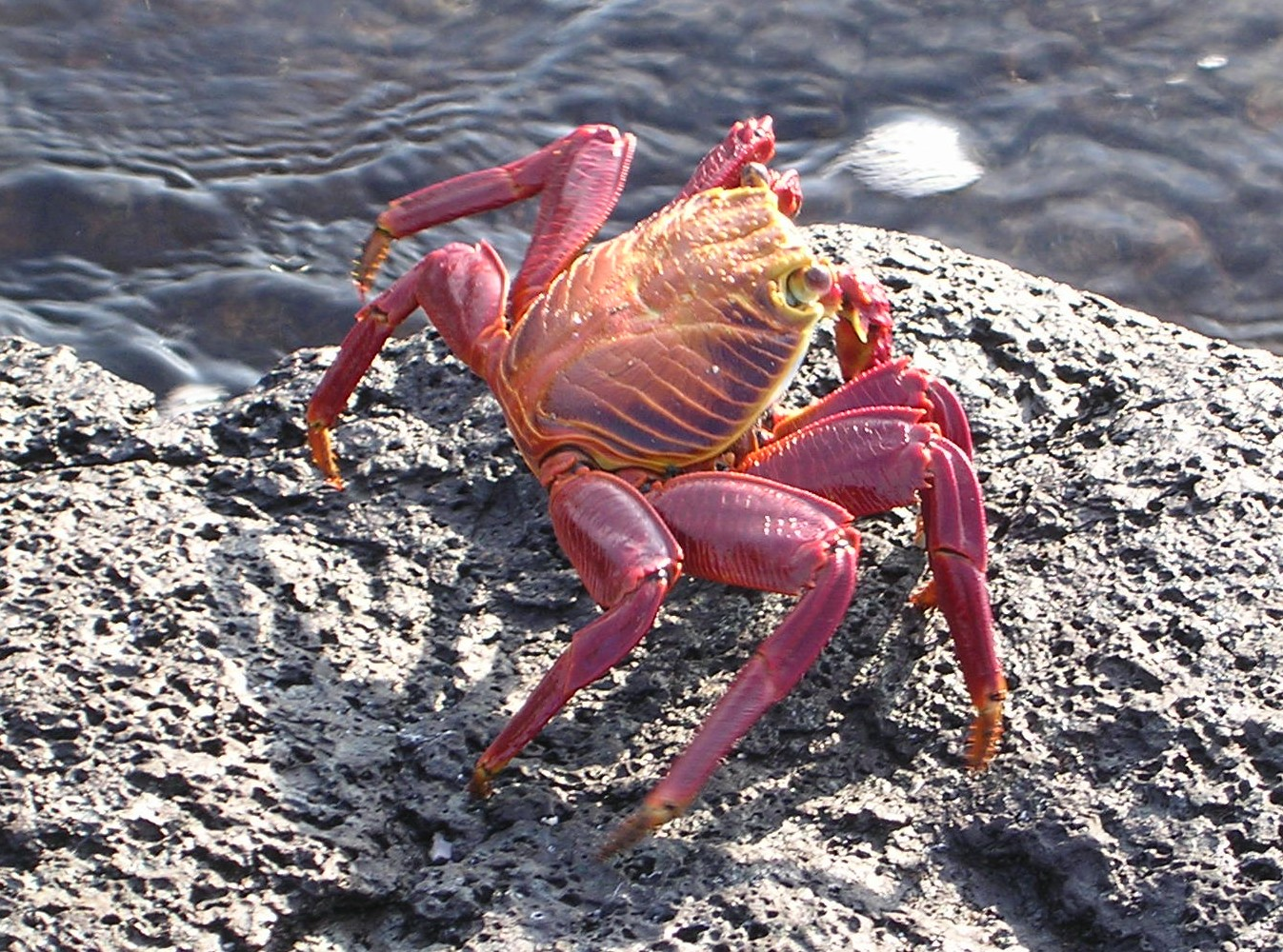
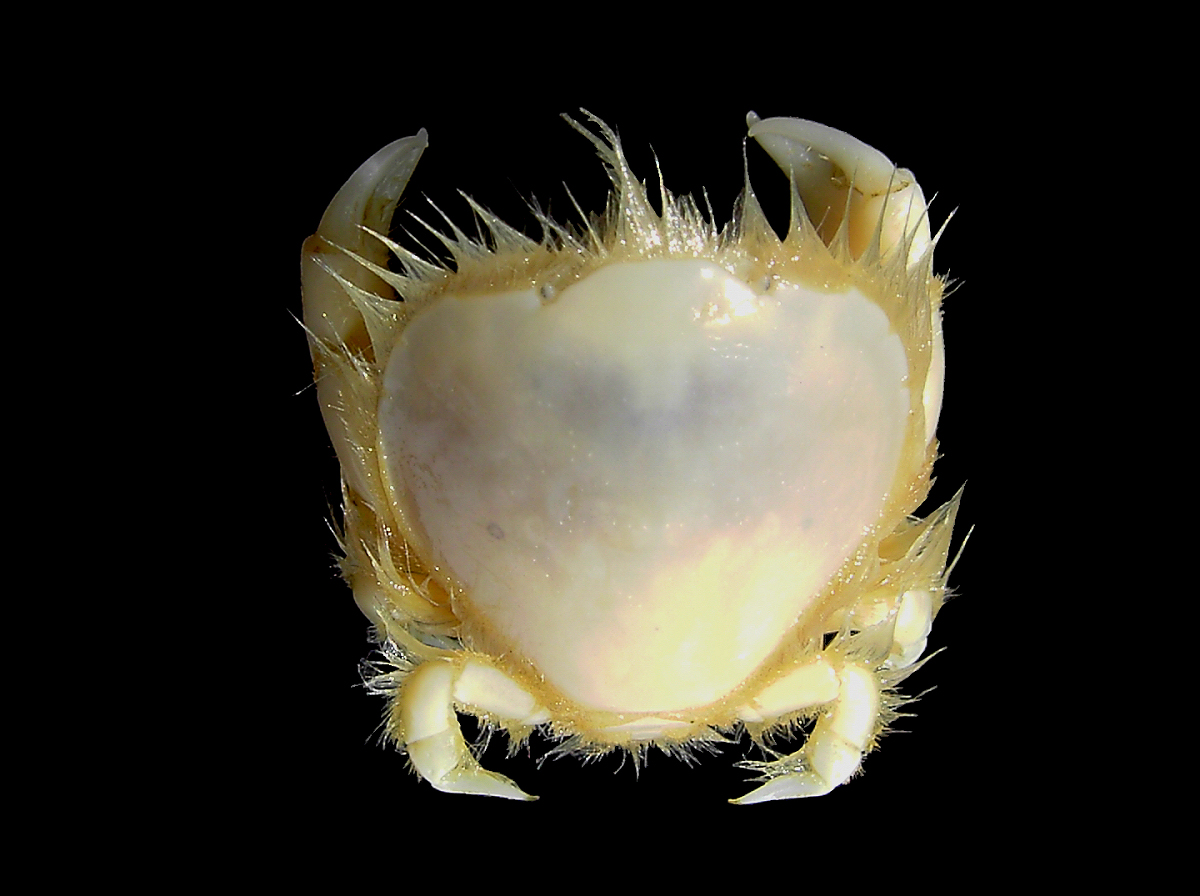
خرچنگ ناخنی
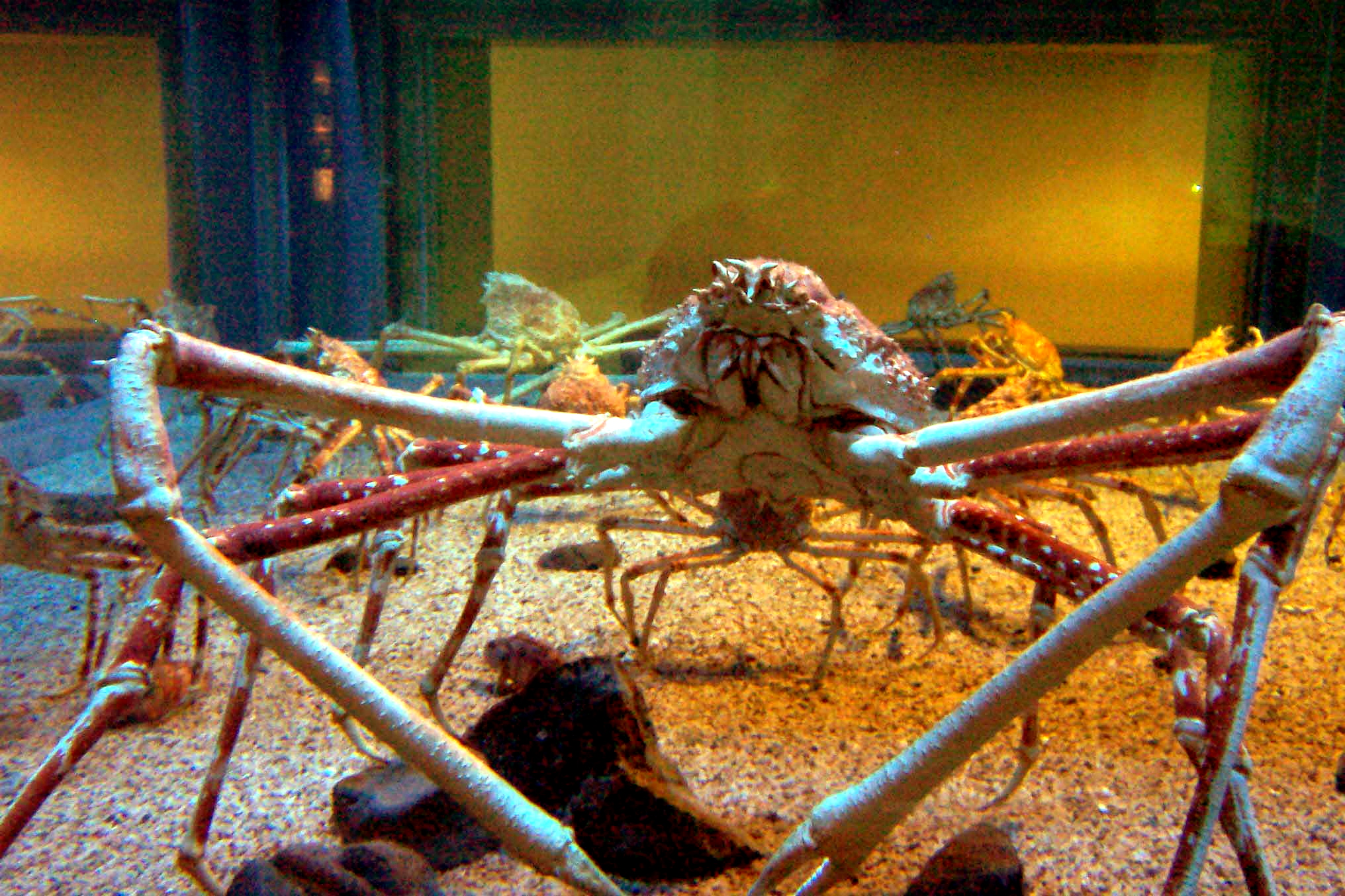
خرچنگ عنکبوتی ژاپنی
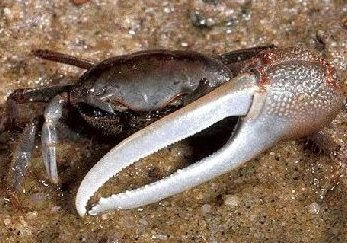
خرچنگ ویولن‌زن
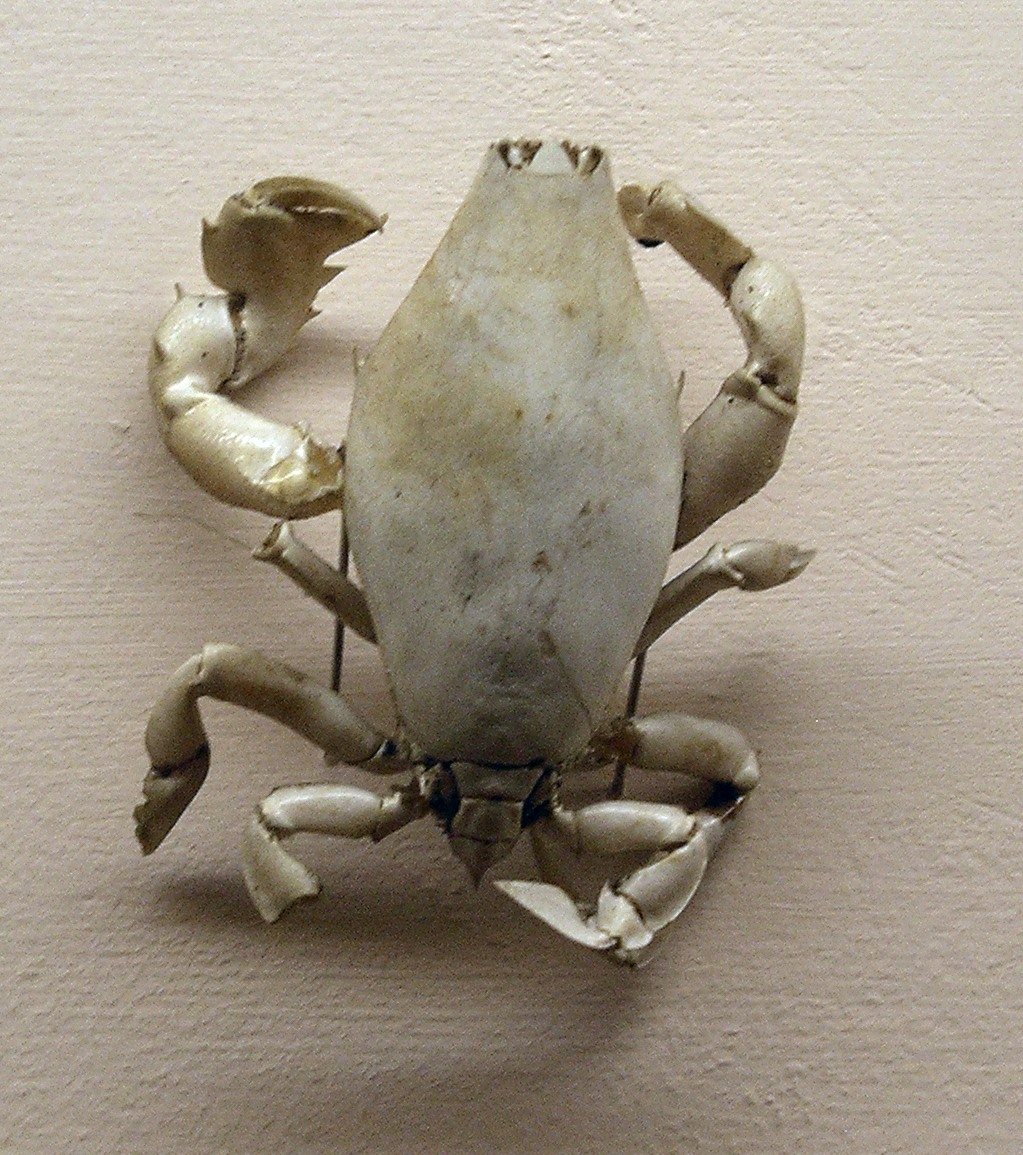
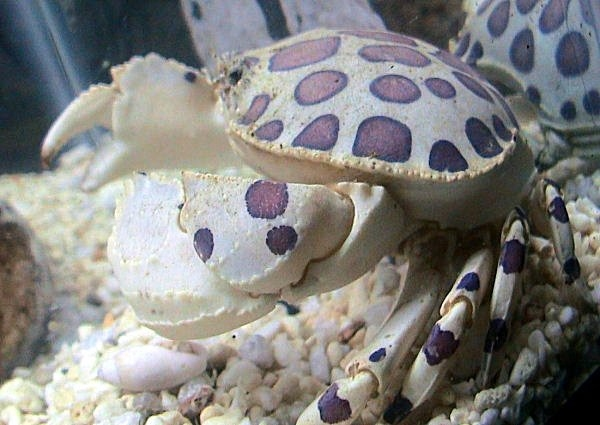
خرچنگ خال‌دار
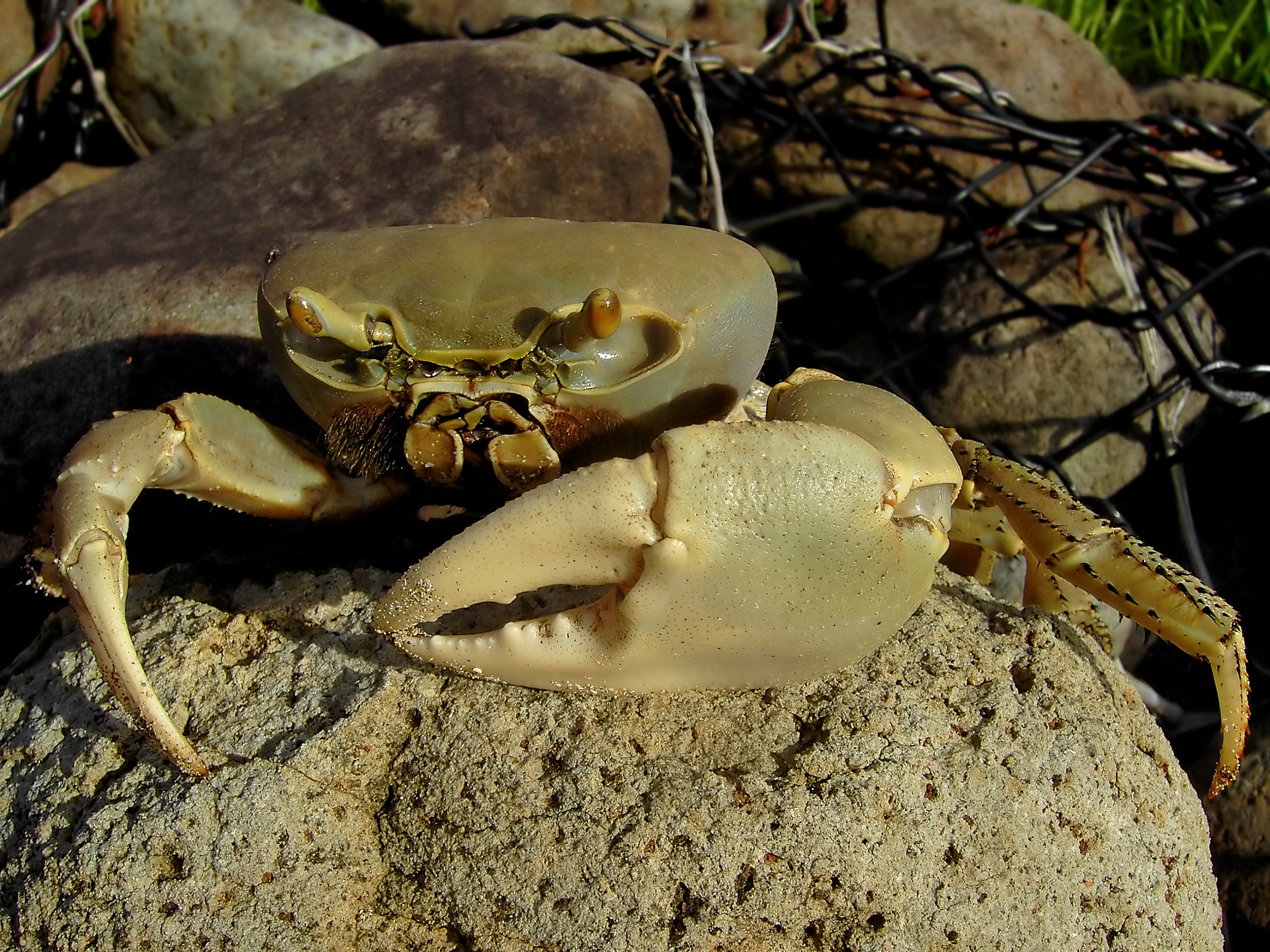
خرچنگ زمینی آبی
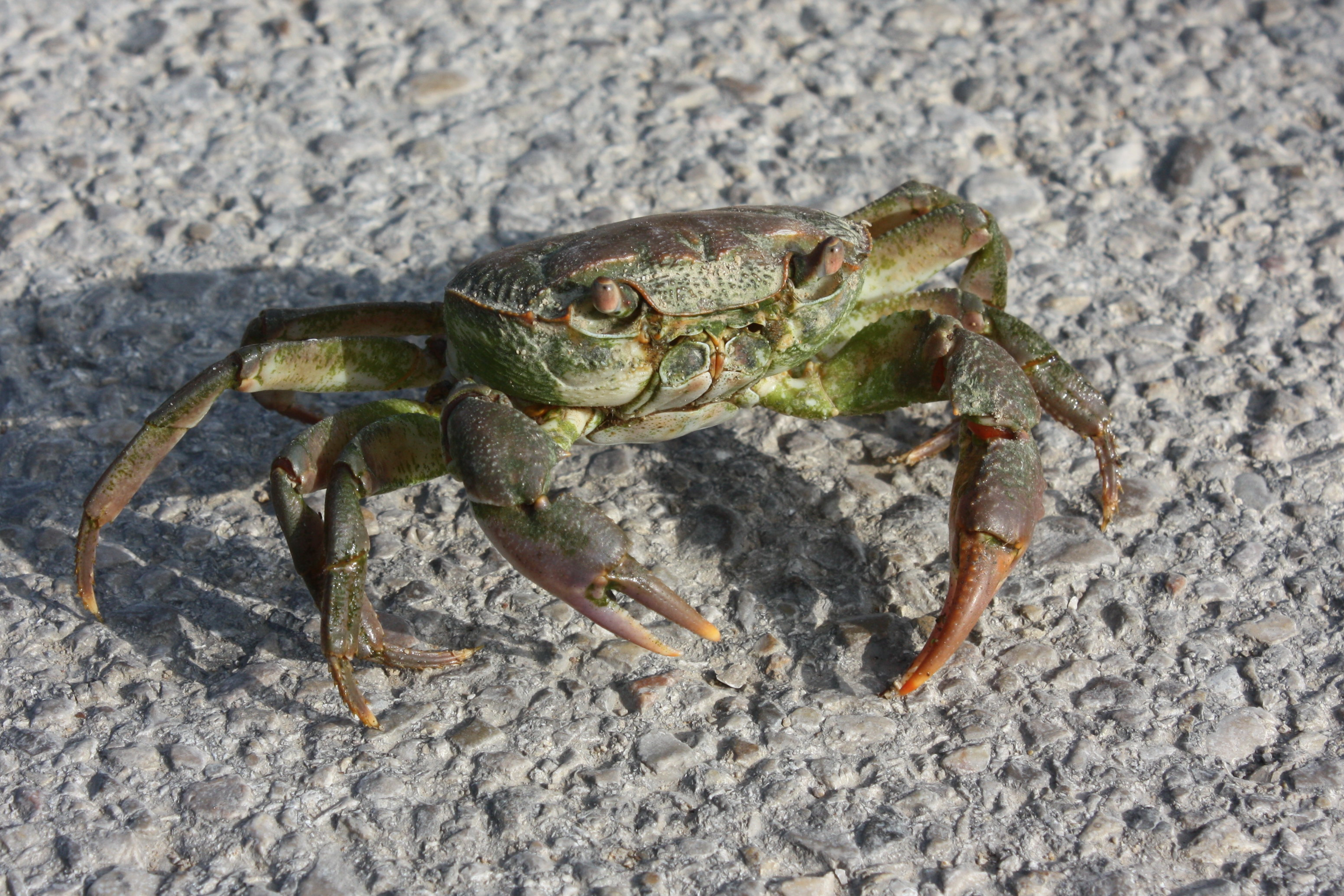
خرچنگ پارک ساحلی مارون بهبهان